# Federico Moreira
Federico Moreira (Salto, 8 de marzo de 1961) es un exciclista uruguayo que compitió durante más de 30 años (1975-2006).
Es el más laureado en cuanto a las competiciones de su país ya que venció 6 veces en la Vuelta Ciclista del Uruguay y 3 en Rutas de América.
Luego del retiro, fue elegido presidente de la Federación Ciclista Uruguaya.

## Biografía

### Sus primeros pasos
Empezó compitiendo en la categoría novicios con 14 años y rápidamente pasó a formar parte del club Piedra Alta de Salto.
Las cualidades exhibidas hicieron que el Club Ciclista Maroñas lo sumara a sus filas, con lo cual debió realizar innumerables viajes a Montevideo.

### Panamericanos juveniles
En 1977 fue citado a la selección juvenil que compitió en los Juegos Panamericanos de México, dónde logró 1 medalla de plata y 1 de bronce.
Al año siguiente en los panamericanos de Montevideo consigue 1 de oro y 1 de bronce.
En 1979 también logró 1 medalla de oro en San Cristóbal, Venezuela.

### Década de 1980
La primera carrera importante en la que compitió fue en la edición de 1980 de Rutas de América.
Formando parte del equipo del Club Ciclista Maroñas y con solo 18 años culminó 7.º en la general.
En 1982 venció en esta prueba por primera vez y comenzaba a nacer el ídolo de la afición, no solo del ciclismo, sino del deporte uruguayo en general.
En 1985 formó parte de la selección uruguaya que participó en la Vuelta Ciclista de Chile y venció en dicha competencia, siendo el único uruguayo que lo ha logrado.
Pero la afición completa quería verlo ganar la Vuelta Ciclista del Uruguay. Y esta prueba le fue esquiva hasta 1986 cuando venció por primera vez compitiendo por el Club Ciclista Amanecer.
En 1987 participa en los Juegos Panamericanos de Indianápolis y consigue la medalla de oro en la prueba por puntos.
En 1988 vence en su 2.ª Rutas de América pero todas las esperanzas estaban cifradas en los Juegos Olímpicos de Seúl. Una gripe no le permitió entrenar adecuadamente los días previos a la competencia de ruta donde participaría y el sueño olímpico se le esfumó.
En 1989 gana su 2.ª Vuelta Ciclista del Uruguay también con la casaca del Club Ciclista Amanecer.

### Década de 1990
Para 1990 cambia de equipo y compite por el Club Atlético Peñarol.
Vence en su 3.ª Vuelta Ciclista del Uruguay al ganar la última etapa, una crono en Montevideo frente a una poderosa selección francesa.
En 1991 los franceses vuelven a la Vuelta Ciclista del Uruguay dispuestos a vencer pero se encontraron con un Federico Moreira imbatible en las cronos que se llevó su 4.ª victoria.
A su vez logró alcanzar el récord de Atilio François de 3 Vueltas consecutivas.
Acusaciones de dopaje
Un análisis antidopaje realizado en al Vuelta Ciclista de 1991 arrojó positivo de "niketamida". Desde allí, el caso se tornó en un hecho mediático pocas veces visto. Las voces de distintos sectores del deporte se alzaron en defensa de Moreira. En Salto, su ciudad natal, se lo recibió como tantas veces en una larga caravana que recorrió las calles de la ciudad. El propio Intendente del momento, Eduardo Minutti, lo agasajó.
El técnico aurinegro Alejo Blanco señaló que: “todos sabemos que Federico en su extensa carrera tuvo un comportamiento intachable. Realmente es un deportista en el verdadero término de la palabra. Cuando firmamos los documentos nosotros declaramos que había ingerido Tavegyl que es un antialérgico. El mismo debe usarse con precaución en aquellas personas que conduzcan automóvil porque en las reacciones adversas provoca sedación, laxitud, incoordinación”.
A los pocos días, en los salones del Comité Olímpico Uruguayo y con autoridades de dicho organismo y de la Federación Ciclista Uruguaya, se procedió a premiar a los vencedores: entre ellos Federico, el vencedor de la Vuelta y el nominado "Promesa Olímpica": Milton Wynants. Las autoridades presentes no tuvieron en cuenta la resolución de la Comisión de Educación Física.
Luego del acto, hubo conferencia para los medios de prensa. Federico expresó: "Mi doping es ir a entrenar todos los días a las 7 de la mañana, luego ir a trabajar y al regreso, entrenar otra vez por la tarde. Buena alimentación, compañía de mis seres queridos y una vida ordenada. En 15 años que llevo en esto pasé por innumerables controles en diversas partes del mundo y nunca ocurrió nada. Esto me preocupa por lo confuso porque yo no tomé nada. Tengo la conciencia tranquila, duermo serenamente por las noches ya que sé lo que hago. Lamentablemente detrás de todo eso hay una mano negra, evidentemente".
El presidente de la Comisión Nacional de Educación Física de entonces, Dr. Juan Carlos Paullier llamó a conferencia de prensa visiblemente molesto por las distintas versiones e interpretaciones sobre el examen realizado. Paullier destacó la efectividad del proceso de control antidopaje ante la versión que las muestras de orina habían llegado sin el lacraje correspondiente.
Los resultados del examen eran inequívocos, pero las autoridades uruguayas decidieron no tomarlos en cuenta y aunque la Vuelta Ciclista estaba dentro del calendario de la Unión Ciclista Internacional, esta organización no había homologado oficialmente los laboratorios de Uruguay, de modo que no podía suar los resultados para establecer una sanción deportiva. Moreira pudo seguir compitiendo sin interrupciones. 
En la Vuelta de 1992, su equipo, el Club Atlético Peñarol fue descalificado en la 5.ª etapa, luego que Moreira alzara la voz en representación de todos los ciclistas, en protesta por las rutas en pésimas condiciones que estaban transitando.
La temporada 1994-95 fue un año sabático, dónde no compitió y dónde no tuvo claro si seguiría compitiendo.
Gracias a la intervención de Juan José Timón volvió a las rutas en la temporada 1995-96 formando parte del equipo brasileño Caloi.
En la Vuelta Ciclista del Uruguay de 1996 culminó 2.º detrás del vencedor Milton Wynants.
Para 1997 el Club Ciclista Fénix, organizador de Rutas de América lo contrata en sus filas y formando un excelente equipo logra su 3.º Rutas de América alcanzando el récord de Carlos Alcántara.
Con 36 años de edad esa misma temporada consiguió vencer en su 5.ª Vuelta Ciclista del Uruguay, alcanzando el récord de Walter Moyano que estaba vigente desde hacía casi 30 años.
En 1998 cambia de equipo y compite por el Club Ciclista Cruz del Sur y en 1999 a los 38 años volvió a sorprender a todos al llevarse su 6.ª Vuelta del Uruguay, logrando un récord absoluto en ésta competencia.
Ese mismo año Uruguay fue el organizador del Mundial "B" de ciclismo y consiguió la medalla de plata en la crono detrás del argentino Javier Gómez.

### Década de los 2000
Si bien luego del Mundial declaró que era muy probable que se retirara, su amor por el ciclismo pudo más y manteniéndose vigente culminó 5.º en Rutas de América y 2.ª en la Vuelta Ciclista del Uruguay.
En 2001 pasa al San Antonio de Florida y termina 2.º en Rutas de América.
2002 lo vio volver al Club Atlético Peñarol que hacía varias temporadas que no competía. Por pedido suyo, su deseo de retirarse con esa camiseta, convenció al presidente del club, el contador José Pedro Damiani que se volviera al ciclismo.
Si bien no logró vencer en la Vuelta, fue una clave muy importante para el triunfo de su compañero Gustavo Figueredo.
En la temporada 2003-04 pasa al club Atenas de Soriano y luego al Club Atlético Villa Teresa donde se retiró en la 2.ª etapa de Rutas de América 2006 por desavenencias con los dirigentes.
Se había bajado de la bicicleta para no volver más.
Con prácticamente 45 años le decía adiós a la ruta, pero no al ciclismo, ya que emprendió una carrera dirigencial hasta llegar a la presidencia de la Federación Ciclista Uruguaya.

## Palmarés
| 1977 - Medalla de plata, ruta, Panamericano Juvenil México. - Medalla de bronce, persecución olímpica, Panamericano Juvenil México. 1978 - Medalla de oro 4 × 70 km Panamericano Juvenil Montevideo. - Medalla de bronce, persecución individual, Panamericano Juvenil, Montevideo. 1979 - Medalla de oro, ruta. Panamericano Juvenil, San Cristóbal (Venezuela), Venezuela. 1982 - Ganador de Rutas de América individual 1984 - Ganador del Gran Premio de la Montaña, Vuelta Ciclista de Chile. 1985 - Ganador de la Vuelta Ciclista de Chile. 1986 - Ganador de la Vuelta Ciclista del Uruguay. 1987 - Medalla de oro, carrera por puntos, Panamericano de Indianápolis. 1988 - Ganador de Rutas de América individual y por equipos. 1989 - Ganador de la Vuelta Ciclista del Uruguay. | - Segundo Vuelta a Venezuela. 1990 - Ganador de la Vuelta Ciclista del Uruguay. 1991 - Ganador de la Vuelta Ciclista del Uruguay. 1991 - Ganador de la Vuelta Ciclista a la Pampa, Argentina. 1996 - Récord Nacional de 40 kilómetros contrarreloj. 1996 - Ganador de la Vuelta Ciclista del Uruguay, por equipos Caloi. 1997 - Ganador de Rutas de América. - Ganador de la Vuelta Ciclista del Uruguay. 1999 - Ganador de la Vuelta Ciclista del Uruguay. - Medalla de plata Mundial B 2002 - Ganador de la Vuelta Ciclista del Uruguay por equipos con Peñarol. |

## Actuación en Rutas de América y Vuelta del Uruguay
|                   | 1980 | 1981 | 1982 | 1983 | 1984 | 1985 | 1986 | 1987 | 1988 | 1989 | 1990 | 1991 | 1992  | 1993 | 1994 | 1995 | 1996 | 1997 | 1998 | 1999 | 2000 | 2001 | 2002 | 2003 | 2004 | 2005 | 2006 |
| ----------------- | ---- | ---- | ---- | ---- | ---- | ---- | ---- | ---- | ---- | ---- | ---- | ---- | ----- | ---- | ---- | ---- | ---- | ---- | ---- | ---- | ---- | ---- | ---- | ---- | ---- | ---- | ---- |
| Rutas de América  | 7.º  | 5.º  | 1.º  | 2.º  | 6.º  | 18.º | 5.º  | 9.º  | 1.º  | -    | 2.º  | Ab.  | 20.º  | -    | 14.º | -    | -    | 1.º  | -    | S.D. | 4.º  | 2.º  | Ab.  | -    | S.D. | 6.º  | Ab.  |
| Vuelta de Uruguay | 8.º  | 5.º  | 2.º  | 3.º  | 2.º  | 4.º  | 1.º  | 2.º  | -    | 1.º  | 1.º  | 1.º  | Desc. | Ab.  | 4.º  | -    | 2.º  | 1.º  | 4.º  | 1.º  | 2.º  | 15.º | 2.º  | -    | -    | Ab.  | -    |

### Etapas ganadas en la Vuelta del Uruguay
| - 1981 Montevideo ---- Minas - 1984 Contrarreloj Salto - 1984 Maldonado ----- Montevideo - 1985 Contrarreloj Rivera - 1985 Contrarreloj Paysandú - 1985 San José ------ Montevideo - 1986 Contrarreloj Melo - 1987 Contrarreloj Melo - 1989 Contrarreloj Tacuarembó - 1990 Contrarreloj Montevideo | - 1991 Contrarreloj Salto - 1991 Contrarreloj Montevideo - 1996 Prólogo en Montevideo - 1997 Prólogo en Montevideo - 1997 Contrarreloj Fray Bentos - 1999 Contrarreloj Fray Bentos - 2001 Contrarreloj Mercedes - 2001 San José ------ Montevideo |

| - El que más lució la Malla Oro - Federico Moreira 81,85, 86, 89, 90, 91, 96, 97, 99, 2000 total 10 - Walter Moyano 57, 60, 63, 64, 68, 69 total 6 - René Deceja 58, 59, 60, 62, 67 total 5 | - Segundo con más etapas ganadas en la Vuelta - Gregorio Bare 19 - Federico Moreira 18 - Héctor Aguilar 15 |

- El que más ganó por Equipos la Vuelta

- Federico Moreira 7
- José Asconeguy 4
- Carlos Alcántara 4
- René Deceja 4
- Walter Moyano 3

- Es quien más etapas contrarreloj obtuvo en la Vuelta Ciclista del Uruguay: 13.
- Es quien más veces llegó primero a Montevideo en la Vuelta Ciclista del Uruguay (1984, 1985, 1990 contrarreloj y 1991 contrarreloj).
- Es quien más Vueltas lució la malla oro (1981, 1985, 1986 1989, 1990, 1991, 1996, 1997, 1999 y 2000).
- Es junto a Carlos Alcántara el único en ganar 4 contrarreloj consecutivas en la Vuelta del Ciclista del Uruguay (dos en el 1985, 1986 y 1987).
- Es el máximo ganador por equipos de la historia de la Vuelta del Uruguay; total: 7 (Policial 1984, Amanecer 1986 y 1989, Peñarol 1990, 1991 y 2002; Caloi 1996).
- Fue dos veces ciclista olímpico, Seúl 1988 y Barcelona 1992.
- Fue el primer ciclista juvenil en ganar una medalla de oro panamericana (México 1977).

De las 7 de oro que Uruguay posee en el historial panamericano juvenil, 3 ganó Moreira.
- Es el ciclista uruguayo que posee más medallas panamericanas juveniles: 3 de oro, 1 de plata y 2 de bronce.
- Es el único ciclista uruguayo en ganar la Vuelta de Chile.
- Único ciclista uruguayo en ganar el Premio de la Montaña en Chile.
- Único ciclista uruguayo en ganar la Vuelta de La Pampa.
- Es el ciclista que ganó la Vuelta de mayor kilometraje en 1986: 1868 kilómetros.
- Ganó la primera Vuelta del Uruguay que pisó todas las capitales del país: la de 1997.